# Isabel Jewell
Isabel Jewell  (Shoshoni, 19 de julio de 1907 - Los Ángeles, 5 de abril de 1972) fue una actriz estadounidense, activa principalmente en las décadas de 1930 y 1940.

## Biografía
Nacida en Shoshoni, Wyoming, Jewell fue actriz teatral del circuito de Broadway que consiguió un éxito inmediato y muy buenas críticas por su trabajo en las producciones Up Pops the Devil (1930) y Blessed Event (1932). Gracias a la última de ellas fue llevada a Hollywood por Warner Bros. para rodar la versión cinematográfica.
Jewell actuó en diferentes papeles de reparto en los primeros años treinta. Así, interpretó a las estereotipadas mujeres de gánsteres en filmes como El enemigo público número uno (1934) y Marked Woman (1937). Entre sus mejores papeles figuran el de una costurera sentenciada a morir en la guillotina en la película A Tale of Two Cities (1935), y el de la prostituta Gloria Stone en Horizontes perdidos (1937). 
Mediada la década de 1930, a Jewell se la podía ver en nightclubs con William Hopper (que actuó posteriormente en la serie televisiva Perry Mason y que era el hijo de Hedda Hopper y DeWolf Hopper), aunque no llegaron a casarse.
Otras de las películas de Jewell fueron Lo que el viento se llevó (1939), Northwest Passage (1940), High Sierra (1941), y el film de bajo presupuesto The Leopard Man (1943). A finales de la década de 1940 sus papeles se habían reducido de modo significativo, hasta el punto de que muchas de sus interpretaciones a menudo no aparecían en los créditos, como ya había ocurrido en Men in White (1934 – escenas eliminadas).
Además del cine, Jewell también trabajó en dramas radiofónicos en la década de 1950, entre ellos This is Your FBI.
En 1972 actuó junto a Edie Sedgwick en Ciao! Manhattan, y su última película fue el título de serie B Sweet Kill (1973), que supuso el debut en la dirección de Curtis Hanson.
Isabel Jewell falleció en Los Ángeles, California, en 1972, por causas no conocidas. Tenía 64 años de edad. Fue enterrada en el Cementerio Shoshoni de su ciudad natal.
Isabel Jewell fue recompensada con una estrella en el Paseo de la Fama de Hollywood, por su trabajo para el cine, en el 1560 de Vine Street.

## Filmografía
| Año  | Título                                                  | Personaje                                        | Observaciones                 |
| ---- | ------------------------------------------------------- | ------------------------------------------------ | ----------------------------- |
| 1932 | Blessed Event                                           | Dorothy Lane                                     | Sin créditos                  |
| 1933 | The Crime of the Century                                | Jugadora de bridge                               | Sin créditos                  |
| 1933 | Bondage                                                 | Beulah                                           |                               |
| 1933 | Beauty for Sale                                         | Hortense                                         | Acreditada como Isobel Jewell |
| 1933 | Bombshell                                               | Lily, novia de Junior                            | Acreditada como Isobel Jewell |
| 1933 | Day of Reckoning (El desquite)                          | Kate Lovett                                      |                               |
| 1933 | Advice to the Lovelorn                                  | Rose                                             |                               |
| 1933 | The Women in His Life                                   | Catherine 'Cathy' Watson                         |                               |
| 1933 | Counsellor at Law (El abogado)                          | Bessie Green                                     |                               |
| 1933 | Design for Living (Una mujer para dos)                  | Estenógrafa de Plunkett                          |                               |
| 1934 | Men in White                                            |                                                  | Escenas eliminadas            |
| 1934 | Let's Be Ritzy                                          | Betty                                            |                               |
| 1934 | El enemigo público número uno                           | Annabelle                                        |                               |
| 1934 | Here Comes the Groom                                    | Angy                                             |                               |
| 1934 | She Had to Choose                                       | Sally Bates                                      |                               |
| 1934 | Evelyn Prentice                                         | Judith Wilson                                    |                               |
| 1934 | I've Been Around                                        | Sally Van Loan                                   |                               |
| 1935 | Shadow of Doubt                                         | Inez 'Johnny' Johnson - cantante                 |                               |
| 1935 | Times Square Lady                                       | 'Babe' Sweeney                                   |                               |
| 1935 | The Casino Murder Case                                  | Amelia Llewellyn                                 |                               |
| 1935 | Mad Love                                                | Marianne                                         | Escenas eliminadas            |
| 1935 | A Tale of Two Cities                                    | Costurera                                        |                               |
| 1936 | Ceiling Zero (Águilas heroicas)                         | Lou Clarke                                       |                               |
| 1936 | Dancing Feet                                            | Mabel Henry                                      |                               |
| 1936 | The Leathernecks Have Landed                            | Brooklyn                                         |                               |
| 1936 | Big Brown Eyes                                          | Bessie Blair                                     |                               |
| 1936 | Small Town Girl (Una chica de provincias)               | Emily 'Em' Brannan                               |                               |
| 1936 | 36 Hours to Kill                                        | Jeanie Benson                                    |                               |
| 1936 | The Man Who Lived Twice (El hombre que vivió dos veces) | Peggy Russell                                    |                               |
| 1936 | Valiant Is the Word for Carrie                          | Lilli Eipper                                     |                               |
| 1936 | Go West, Young Man                                      | Gladys                                           |                               |
| 1936 | Career Woman                                            | Gracie Clay                                      |                               |
| 1937 | Horizontes perdidos                                     | Gloria                                           |                               |
| 1937 | Marked Woman                                            | Emmy Lou Eagan                                   |                               |
| 1937 | Love on Toast                                           | Belle Huntley                                    |                               |
| 1938 | Swing It, Sailor!                                       | Myrtle Montrose                                  |                               |
| 1938 | The Crowd Roars (El gong de la victoria)                | Mrs. Martin                                      |                               |
| 1939 | They Asked for It                                       | Molly Herkimer                                   |                               |
| 1939 | Missing Daughters                                       | Peggy                                            |                               |
| 1939 | Lo que el viento se llevó                               | Emmy Slattery                                    |                               |
| 1940 | Oh Johnny, How You Can Love                             | Gertie                                           |                               |
| 1940 | 'Northwest Passage' (Book I -- Rogers' Rangers)         | Jennie Coit                                      |                               |
| 1940 | Irene                                                   | Jane McGee                                       |                               |
| 1940 | Babies for Sale                                         | Edith Drake                                      |                               |
| 1940 | Scatterbrain                                            | Esther Harrington                                |                               |
| 1940 | Marked Men                                              | Linda Harkness                                   |                               |
| 1940 | Little Men                                              | Stella                                           |                               |
| 1941 | High Sierra                                             | Blonde                                           |                               |
| 1941 | For Beauty's Sake                                       | Amy Devore                                       |                               |
| 1943 | The Leopard Man                                         | Maria, la pitonisa                               |                               |
| 1943 | The Seventh Victim                                      | Frances Fallon                                   |                               |
| 1943 | Danger! Women at Work                                   | Marie                                            |                               |
| 1943 | The Falcon and the Co-eds                               | Mary Phoebus                                     |                               |
| 1944 | The Merry Monahans (Noche triunfal)                     | Rose Monahan                                     |                               |
| 1945 | Steppin' in Society                                     | Jenny the Juke                                   |                               |
| 1945 | Sensation Hunters                                       | Mae                                              |                               |
| 1946 | Badman's Territory                                      | Belle Starr                                      |                               |
| 1947 | Born to Kill                                            | Laury Palmer                                     |                               |
| 1947 | The Bishop's Wife                                       | Madre histérica                                  |                               |
| 1948 | Michael O'Halloran                                      | Mrs. Laura Nelson                                |                               |
| 1948 | The Snake Pit                                           | Interna en la sala 33                            | Sin créditos                  |
| 1948 | Unfaithfully Yours                                      | Primera telefonista                              | Sin créditos                  |
| 1948 | Belle Starr's Daughter                                  | Belle Starr                                      |                               |
| 1949 | The Story of Molly X                                    | Mrs. Mack—Matrona de la lavandería de la prisión | Sin créditos                  |
| 1952 | The Adventures of Kit Carson                            | Mary Barker                                      | 1 episodio                    |
| 1952 | Fireside Theatre                                        |                                                  | 1 episodio                    |
| 1952 | The Unexpected                                          | Hermana                                          | 1 episodio                    |
| 1952 | Mr. & Mrs. North                                        |                                                  | 1 episodio                    |
| 1953 | Man in the Attic                                        | Katy                                             |                               |
| 1954 | Drum Beat                                               | Lily White                                       |                               |
| 1955 | Treasury Men in Action                                  |                                                  | 1 episodio                    |
| 1956 | Dr. Christian                                           | Mae                                              | 1 episodio                    |
| 1957 | Bernardine                                              | Mrs. McDuff                                      |                               |
| 1957 | Climax!                                                 | Actriz                                           | 1 episodio                    |
| 1961 | The Aquanauts                                           | Miss Port                                        | 1 episodio                    |
| 1961 | Lock Up                                                 |                                                  | 1 episodio                    |
| 1962 | Los Intocables                                          | Sophie                                           | 1 episodio                    |
| 1964 | Kraft Suspense Theatre                                  | Mrs. Lyons                                       | 1 episodio                    |
| 1965 | Gunsmoke                                                | Mme. Ahr                                         | 1 episodio                    |
| 1972 | Ciao! Manhattan                                         | Mummy                                            |                               |
| 1973 | Sweet Kill                                              | Mrs. Cole                                        |                               |